# Paracanthocephaloidinae
Paracanthocephaloidinae is een onderfamilie in de taxonomische indeling van de haakwormen, ongewervelde en parasitaire wormen die meestal 1 tot 2 cm lang worden. De worm behoort tot de familie Arhythmacanthidae. De wetenschappelijke naam van de onderfamilie werd voor het eerst geldig gepubliceerd in 1969 door Golvan.

## Taxonomie
De volgende geslachten worden bij de onderfamilie ingedeeld:
- Breizacanthus Golvan, 1969
- Euzetacanthus Golvan & Houin, 1964
- Paracanthocephaloides Golvan, 1969